# Rue Duret
Pour les articles homonymes, voir Duret.
La rue Duret est une rue située dans le 16e arrondissement de Paris de Paris dans le quartier de Chaillot.

## Situation et accès
Elle commence au 48, avenue Foch et finit au 61 bis, place du Général-Patton.
Le quartier est desservi par la ligne 1 à la station Argentine.

## Origine du nom

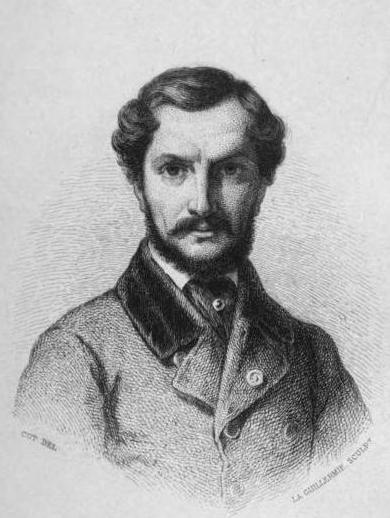
Portrait de Francisque Duret (1866).

Elle porte ce nom en l’honneur du statuaire Francisque Joseph Duret (1804-1865). 
Elle est située dans un quartier où ont été groupés des noms d'artistes.

## Historique
Avant l'annexion à Paris de la commune de Passy, et par décret du 25 juillet 1851, cette voie faisait partie de la route départementale no 10.
Après le rattachement de cette commune à Paris par la loi du 16 juin 1859, la voie est officiellement rattachée à la voirie parisienne en vertu d'un décret du 23 mai 1863, comme partie de la rue de la Pompe.
Par décret du 10 août 1868, elle en est détachée et prend alors le nom de « rue Duret » :
Décret du 10 août 1868
« Napoléon, etc., 

Sur le rapport de notre ministre secrétaire d’État au département de l'Intérieur,
vu l'ordonnance du 10 juillet 1816 ;
vu les propositions de M. le préfet de la Seine ;
avons décrété et décrétons ce qui suit :
Article 12. — 
la partie de la rue de la Pompe comprise entre les avenues de la Grande-Armée et de l'Impératrice, prendra le nom de rue Duret ;
la partie de la rue de Villejust comprise entre les avenues de l'Impératrice et de Malakoff, celui de rue Piccini ;
etc.
Article 17. — Notre ministre secrétaire d'État au département de l'Intérieur est chargé de l'exécution du présent décret.
Fait au palais de Fontainebleau, le 10 août 1868. »

## Bâtiments remarquables et lieux de mémoire
- No 22 : siège et usine Chanon à la fin du XIXe siècle (cadres de bicyclette)[2].
- Durant ses études, l'activiste américaine Angela Davis vécut dans un immeuble de cette rue[3].
- La rue longeait le palais Rose de l'avenue Foch.